# Championnat d'Allemagne de tennis de table par équipes
Le championnat d'Allemagne de tennis de table par équipes  de première division, qu'on appelle couramment Bundesliga, est la plus haute division professionnelle de tennis de table opposant les meilleures clubs allemands.

## Histoire
De 1933, date des premiers championnats à 1966, les compétitions par équipes se faisaient sous forme de phases régionales suivies de finales nationales. Ils sont alors organisés par la DTTB (Deutscher Tischtennis-Bund).
La 1. Bundesliga a été fondée en 1966 pour les clubs masculins, dans les années 1970 pour les équipes féminines afin de professionnaliser et de structurer le championnat.

## Equipes

### Saison 2025-2026

#### Championnat Hommes
- TSV Bad Königshofen :  Filip Zeljko,  Kilian Ort,  Jin Ueda,  Bastian Steger,  Martin Allegro,  Hermann Mühlbach
- TTC Schwalbe Bergneustadt :  Benedikt Duda,  Romain Ruiz,  Adrien Rassenfosse,
- SV Werder Bremen :  Andrei Putuntica,  Mattias Falck,  Marcelo Aguirre,  Kirill Gerassimenko
- Borussia Düsseldorf :  Anton Källberg,  Dang Qiu,  Kanak Jha,  Kay Stumper,  Borgar Haug,
- TTC RhönSprudel Fulda-Maberzell :  Dimitrij Ovtcharov,  Fanbo Meng,  Ruwen Filus,  Chuang Chih-yuan,  Kao Cheng-jui,  Thorsten Mähner
- Borussia Dortmund : Cedric Nuytinck,  Simon Berglund,  Anders Lind,  Erik Bottroff, Yongyin Li,  Dennis Klein
- TTC OE Bad Homburg 1987 :  Kristian Karlsson,  Yuma Tsuboi,  Csaba Andras,  Benno Oehme
- TTC Zugbrücke Grenzau :  Luka Mladenovic,  Feng Yi-hsin,  Samuel Walker,  Maciej Kubik,  Patrick Baum
- ASV Grünswettersbach :  Ricardo Walther,  Tiago Apolonia,  Leo de Nodrest,  Guilherme Teodoro,  Louis Price
- Post SV Mühlhausen 1951 :  Steffen Mengel,  Irvin Bertrand,  Ovidiu Ionescu,  Daniel Habesohn
- TTF Liebherr Ochsenhausen :   Shunsuke Togami,  Iulian Chirita,  Andreas Levenko,  Tiago Abiodun, ,  Leonardo Iizuka
- FC Sarrebruck :  Fan Zhendong,  Eduard Ionescu,  Yuto Muramatsu,  Patrick Franziska,  Darko Jorgić,  Cedric Meissner

## Palmarès

### Messieurs
| Année     | Champion                      | Equipe championne                                                                                 | Finaliste                 |
| --------- | ----------------------------- | ------------------------------------------------------------------------------------------------- | ------------------------- |
| 2025 (de) | TTF Liebherr Ochsenhausen (5) | Hugo Calderano, Shunsuke Togami, Simon Gauzy, Tiago Abiodun, Leonardo Iizuka                      | Borussia Düsseldorf       |
| 2024 (de) | Borussia Düsseldorf (34)      | Anton Källberg, Timo Boll, Dang Qiu, Kay Stumper, Borgar Haug                                     | FC Sarrebruck             |
| 2023 (de) | Borussia Düsseldorf (33)      | Anton Källberg, Timo Boll, Dang Qiu, Danny Heister, Kay Stumper, Sharath Kamal Achanta            | FC Sarrebruck             |
| 2022 (de) | Borussia Düsseldorf (32)      | Anton Källberg, Kristian Karlsson, Timo Boll, Dang Qiu, Danny Heister, Sharath Kamal Achanta      | FC Sarrebruck             |
| 2021 (de) | Borussia Düsseldorf (31)      | Anton Källberg, Kristian Karlsson, Ricardo Walther, Timo Boll, Danny Heister                      | FC Sarrebruck             |
| 2020      | FC Sarrebruck (1)             | Patrick Franziska, Shang Kun, Darko Jorgic, Tomaš Polansky, Cristian Pletea                       | TTF Liebherr Ochsenhausen |
| 2019      | TTF Liebherr Ochsenhausen (4) | Simon Gauzy, Hugo Calderano, Stefan Fegerl, Jakub Dyjas                                           | FC Sarrebruck             |
| 2018      | Borussia Düsseldorf (30)      | Timo Boll, Anton Källberg, Kristian Karlsson, Stefan Fegerl, Danny Heister                        | TTF Liebherr Ochsenhausen |
| 2017      | Borussia Düsseldorf (29)      | Timo Boll, Anton Källberg, Kristian Karlsson, Stefan Fegerl, Sharath Kamal Achanta, Danny Heister | TTC Fulda-Maberzell       |
| 2016      | Borussia Düsseldorf (28)      | Timo Boll, Patrick Franziska, Sharath Kamal Achanta, Panagiotis Gionis, Danny Heister             | FC Sarrebruck             |
| 2015      | Borussia Düsseldorf (27)      | Timo Boll, Patrick Franziska, Sharath Kamal Achanta, Panagiotis Gionis, Danny Heister             | TTC Fulda-Maberzell       |
| 2014      | Borussia Düsseldorf (26)      | Timo Boll, Christian Süß, Patrick Baum, Sharath Kamal Achanta, Ricardo Walther                    | TTC Fulda-Maberzell       |
| 2013      | SV Werder Brême (1)           | Chuang Chih-yuan, Adrian Crisan, Constantin Cioti, Paul Drinkhall                                 | TTF Liebherr Ochsenhausen |
| 2012      | Borussia Düsseldorf (25)      | Timo Boll, Christian Süß, Patrick Baum, Janos Jakab, Danny Heister                                | FC Sarrebruck             |
| 2011      | Borussia Düsseldorf (24)      | Timo Boll, Christian Süß, Patrick Baum, Janos Jakab, Danny Heister                                | TTF Liebherr Ochsenhausen |
| 2010      | Borussia Düsseldorf (23)      | Timo Boll, Christian Süß, Seiya Kishikawa, Trinko Keen                                            | TTF Liebherr Ochsenhausen |
| 2009      | Borussia Düsseldorf (22)      | Timo Boll, Dimitrij Ovtcharov, Christian Süß, Marcos Freitas,                                     | TTF Liebherr Ochsenhausen |
| 2008      | Borussia Düsseldorf (21)      | Timo Boll, Dimitrij Ovtcharov, Christian Süß, Petr Korbel, Jun Mizutani                           | TTC Frickenhausen         |
| 2007      | TTC Frickenhausen (2)         | Ma Wenge, Bojan Tokic, Bastian Steger, Patrick Baum                                               | TTC Zugbrücke Grenzau     |
| 2006      | TTC Frickenhausen (1)         | Ma Wenge, Jens Lundqvist, Bojan Tokic, Torben Wosik, Marc Duran                                   | TTF Liebherr Ochsenhausen |
| 2005      | Müller Würzbourg Hofbräu (1)  | Leung Chu Yan, Petr Korbel, Feng Zhe, Evgueni Chtchetinine, Fan Changmao                          | TTC Frickenhausen         |
| 2004      | TTF Liebherr Ochsenhausen (3) | Chuang Chih-yuan, Adrian Crisan, Dmitry Mazunov, Alexei Smirnov, Constantin Cioti                 | TTC Zugbrücke Grenzau     |
| 2003      | Borussia Düsseldorf (20)      | Michael Maze, Bastian Steger, Christian Süß, Magnus Molin, Lars Hielscher, Tian Zichao            | TTC Zugbrücke Grenzau     |
| 2002      | TTC Zugbrücke Grenzau (6)     | Ma Wenge, Lucjan Blaszczyk, Chen Zhibin, Petr Korbel, Jörg Schlichter, Stefan Feth                | TTV Gönnern               |
| 2001      | TTC Zugbrücke Grenzau (5)     | Ma Wenge, Lucjan Blaszczyk, Chen Zhibin, Petr Korbel, Stefan Feth                                 | TTV Gönnern               |
| 2000      | TTF Liebherr Ochsenhausen (2) | Ma Wenge, Kalinikos Kreanga, Alexei Smirnov, Peter Franz, Fredrik Håkansson                       | TTC Zugbrücke Grenzau     |
| 1999      | TTC Zugbrücke Grenzau (4)     | Lucjan Blaszczyk, Chen Zhibin, Petr Korbel, Steffen Fetzner, Andrzej Grubba                       | TTC Frickenhausen         |
| 1998      | Borussia Düsseldorf (19)      |                                                                                                   |                           |
| 1997      | TTF Liebherr Ochsenhausen (1) |                                                                                                   |                           |
| 1996      | Borussia Düsseldorf (18)      |                                                                                                   |                           |
| 1995      | Borussia Düsseldorf (17)      |                                                                                                   |                           |
| 1994      | TTC Zugbrücke Grenzau (3)     |                                                                                                   |                           |
| 1993      | Borussia Düsseldorf (16)      |                                                                                                   |                           |
| 1992      | Borussia Düsseldorf (15)      |                                                                                                   |                           |
| 1991      | TTC Zugbrücke Grenzau (2)     |                                                                                                   |                           |
| 1990      | Borussia Düsseldorf (14)      |                                                                                                   |                           |
| 1989      | ATSV Sarrebruck (4)           |                                                                                                   |                           |
| 1988      | Borussia Düsseldorf (13)      |                                                                                                   |                           |
| 1987      | TTC Zugbrücke Grenzau (1)     |                                                                                                   |                           |
| 1986      | Borussia Düsseldorf (12)      |                                                                                                   |                           |
| 1985      | ATSV Sarrebruck (3)           |                                                                                                   |                           |
| 1984      | ATSV Sarrebruck (2)           |                                                                                                   |                           |
| 1983      | ATSV Sarrebruck (1)           |                                                                                                   |                           |
| 1982      | Borussia Düsseldorf (11)      |                                                                                                   |                           |
| 1981      | Borussia Düsseldorf (10)      |                                                                                                   |                           |
| 1980      | Borussia Düsseldorf (9)       |                                                                                                   |                           |
| 1979      | Borussia Düsseldorf (8)       |                                                                                                   |                           |
| 1978      | Borussia Düsseldorf (7)       |                                                                                                   |                           |
| 1977      | SSV Reutlingen 05 (1)         |                                                                                                   |                           |
| 1976      | TTC Altena (2)                |                                                                                                   |                           |
| 1975      | Borussia Düsseldorf (6)       |                                                                                                   |                           |
| 1974      | Borussia Düsseldorf (5)       |                                                                                                   |                           |
| 1973      | TTC Altena (1)                |                                                                                                   |                           |
| 1972      | Mettmanner TV (1)             |                                                                                                   |                           |
| 1971      | Borussia Düsseldorf (4)       |                                                                                                   |                           |
| 1970      | Borussia Düsseldorf (3)       |                                                                                                   |                           |
| 1969      | Borussia Düsseldorf (2)       |                                                                                                   |                           |
| 1968      | VfL Osnabrück (2)             |                                                                                                   |                           |
| 1967      | TuSa 08 Düsseldorf (5)        |                                                                                                   |                           |
| 1966      | VfL Osnabrück (1)             |                                                                                                   |                           |
| 1965      | TuSa 08 Düsseldorf (4)        |                                                                                                   |                           |
| 1964      | TuSa 08 Düsseldorf (3)        |                                                                                                   |                           |
| 1963      | TuSa 08 Düsseldorf (2)        |                                                                                                   |                           |
| 1962      | TuSa 08 Düsseldorf (1)        |                                                                                                   |                           |
| 1961      | Borussia Düsseldorf (1)       |                                                                                                   |                           |
| 1960      | TTC Mörfelden (4)             |                                                                                                   |                           |
| 1959      | TTV Metelen (1)               |                                                                                                   |                           |
| 1958      | TSV Milbertshofen (2)         |                                                                                                   |                           |
| 1957      | TTC Mörfelden (3)             |                                                                                                   |                           |
| 1956      | TTC Mörfelden (2)             |                                                                                                   |                           |
| 1955      | TTC Mörfelden (1)             |                                                                                                   |                           |
| 1954      | MTV Munich 1879 (7)           |                                                                                                   |                           |
| 1953      | MTV Munich 1879 (6)           |                                                                                                   |                           |
| 1952      | TSV Milbertshofen (1)         |                                                                                                   |                           |
| 1951      | MTV Munich 1879 (5)           |                                                                                                   |                           |
| 1950      | MTV Munich 1879 (4)           |                                                                                                   |                           |
| 1949      | MTV Munich 1879 (3)           |                                                                                                   |                           |
| 1948      | MTV Munich 1879 (2)           |                                                                                                   |                           |
| 1947      | MTV Munich 1879 (1)           |                                                                                                   |                           |
| 1939      | Post SV Wien (1)              |                                                                                                   |                           |
| 1938      | Hambourg SV (2)               |                                                                                                   |                           |
| 1937      | Hambourg SV (1)               |                                                                                                   |                           |
| 1936      | BSG Osram Berlin (1)          |                                                                                                   |                           |
| 1935      | TTC Friedenau-Berlin (1)      |                                                                                                   |                           |
| 1934      | TTC Gelb-Weiß Berlin (1)      |                                                                                                   |                           |
| 1933      | Kieler TTK Grün-Weiß (1)      |                                                                                                   |                           |

### Dames
| Année     | Champion                      | Equipe championne | Finaliste           |
| --------- | ----------------------------- | ----------------- | ------------------- |
| 2025 (de) | TTC 1946 Weinheim             |                   | TTC Berlin Eastside |
| 2024 (de) | TTC Berlin Eastside (10)      |                   | TTC 1946 Weinheim   |
| 2023 (de) | TTC Berlin Eastside (9)       |                   | TTC 1946 Weinheim   |
| 2022 (de) | TTC Berlin Eastside (8)       |                   | TSV Langstadt 1909  |
| 2021 (de) | TTC Berlin Eastside (7)       |                   | SV DJK Kolbermoor   |
| 2020      | TTC Berlin Eastside (6)       |                   |                     |
| 2019      | TTC Berlin Eastside (5)       |                   |                     |
| 2018      | SV DJK Kolbermoor (1)         |                   |                     |
| 2017      | TTC Berlin Eastside (4)       |                   |                     |
| 2016      | TTC Berlin Eastside (3)       |                   |                     |
| 2015      | TTC Berlin Eastside (2)       |                   |                     |
| 2014      | TTC Berlin Eastside (1)       |                   |                     |
| 2013      | FSV Kroppach (7)              |                   |                     |
| 2012      | FSV Kroppach (6)              |                   |                     |
| 2011      | FSV Kroppach (5)              |                   |                     |
| 2010      | FSV Kroppach (4)              |                   |                     |
| 2009      | FSV Kroppach (3)              |                   |                     |
| 2008      | FSV Kroppach (2)              |                   |                     |
| 2007      | TTC Langweid (8)              |                   |                     |
| 2006      | Müllermilch Langweid (7)      |                   |                     |
| 2005      | TV Busenbach (1)              |                   |                     |
| 2004      | Müllermilch Langweid (6)      |                   |                     |
| 2003      | FC Langweid (5)               |                   |                     |
| 2002      | FSV Kroppach (1)              |                   |                     |
| 2001      | FC Langweid (4)               |                   |                     |
| 2000      | FC Langweid (3)               |                   |                     |
| 1999      | FC Langweid (2)               |                   |                     |
| 1998      | Team Galaxis Lübeck (2)       |                   |                     |
| 1997      | Team Galaxis Lübeck (1)       |                   |                     |
| 1996      | FC Langweid (1)               |                   |                     |
| 1995      | TSG Dülmen (1)                |                   |                     |
| 1994      | Spvg Steinhagen (6)           |                   |                     |
| 1993      | Spvg Steinhagen (5)           |                   |                     |
| 1992      | Spvg Steinhagen (4)           |                   |                     |
| 1991      | Spvg Steinhagen (3)           |                   |                     |
| 1990      | Spvg Steinhagen (2)           |                   |                     |
| 1989      | Spvg Steinhagen (1)           |                   |                     |
| 1988      | DSC Kaiserberg (18)           |                   |                     |
| 1987      | FTG Frankfort (2)             |                   |                     |
| 1986      | FTG Frankfort (1)             |                   |                     |
| 1985      | ATSV Sarrebruck (1)           |                   |                     |
| 1984      | DSC Kaiserberg (17)           |                   |                     |
| 1983      | TSV Kronshagen (2)            |                   |                     |
| 1982      | DSC Kaiserberg (16)           |                   |                     |
| 1981      | DSC Kaiserberg (15)           |                   |                     |
| 1980      | TTVg Weiß-Rot-Weiß Kleve (1)  |                   |                     |
| 1979      | TSV Kronshagen (1)            |                   |                     |
| 1978      | DSC Kaiserberg (14)           |                   |                     |
| 1977      | DSC Kaiserberg (13)           |                   |                     |
| 1976      | DSC Kaiserberg (12)           |                   |                     |
| 1975      | DSC Kaiserberg (11)           |                   |                     |
| 1974      | Kieler TTK Grün-Weiß (3)      |                   |                     |
| 1973      | VfL Osnabrück (1)             |                   |                     |
| 1972      | DSC Kaiserberg (10)           |                   |                     |
| 1971      | DTC Kaiserberg (9)            |                   |                     |
| 1970      | DTC Kaiserberg (8)            |                   |                     |
| 1969      | DTC Kaiserberg (7)            |                   |                     |
| 1968      | DTC Kaiserberg (6)            |                   |                     |
| 1967      | DTC Kaiserberg (5)            |                   |                     |
| 1966      | DTC Kaiserberg (4)            |                   |                     |
| 1965      | DTC Kaiserberg (3)            |                   |                     |
| 1964      | Kieler TTK Grün-Weiß (2)      |                   |                     |
| 1963      | DTC Kaiserberg (2)            |                   |                     |
| 1962      | DTC Kaiserberg (1)            |                   |                     |
| 1961      | Kieler TTK Grün-Weiß (1)      |                   |                     |
| 1960      | Turn-Klub Hanovre (1)         |                   |                     |
| 1959      | Eintracht Francfort (7)       |                   |                     |
| 1958      | Eintracht Francfort (6)       |                   |                     |
| 1957      | Eintracht Francfort (5)       |                   |                     |
| 1956      | Eintracht Francfort (4)       |                   |                     |
| 1955      | TTC Rot-Weiß Hambourg (2)     |                   |                     |
| 1954      | TTC Rot-Weiß Hambourg (1)     |                   |                     |
| 1953      | Eintracht Francfort (3)       |                   |                     |
| 1952      | Eintracht Francfort (2)       |                   |                     |
| 1951      | MTV Munich 1879 (1)           |                   |                     |
| 1950      | TSV Union Wuppertal (2)       |                   |                     |
| 1949      | TSV Union Wuppertal (1)       |                   |                     |
| 1948      | Eintracht Francfort (1)       |                   |                     |
| 1947      | -                             |                   |                     |
| 1939      | Post SV Wien (1)              |                   |                     |
| 1938      | BSG Osram Berlin (3)          |                   |                     |
| 1937      | BSG Osram Berlin (2)          |                   |                     |
| 1936      | BSG Osram Berlin (1)          |                   |                     |
| 1935      | Reemtsma-SG Dresden (1)       |                   |                     |
| 1934      | TTC Kurpfalz Ludwigshafen (1) |                   |                     |
| 1933      | -                             |                   |                     |